# 浪头区
浪头区，中国旧区名。
1949年由安东市设置（安东市原属辽东省，1954年改属辽宁省。1965年改名丹东市）。治所在今辽宁省丹东市振兴区浪头镇。1957年撤销，与五龙背区合并，合设市郊区。